# 中西智也
中西 智也（なかにし ともや、1999年11月30日 - ）は、日本の俳優。福島県出身。以前はキャストコーポレーションに所属していた。

## 略歴
- 代々木アニメーション学院2.5次元演劇科卒[3]
- 2018年11月、ミラクル☆ステージ「サンリオ男子」ミラーズとして代々木アニメーション学院在学中に出演[4]
- 2021年4月、「あんさんぶるスターズ！エクストラ・ステージ」〜Meteor Lights〜（天王洲 銀河に南雲鉄虎役で出演し、本格デビュー[5]
- 2024年6月、舞台『カタバミ』にて初主演を果たす[6]
- 2023年11月、official fanclub『tomo』開設[7]
- 2025年7月31日をもってキャストコーポレーションを円満退社することを発表[8]。

## 人物
特技は殺陣、アクロバット、ブレイクダンス、XMA（エクストリーム・マーシャルアーツ）、乗馬。

## 出演

### 舞台

#### 2018年
- 「Animero Summer Live 2018」（8月24日 - 26日、さいたまスーパーアリーナ） - ダンサー[9]
- ミラクル☆ステージ「サンリオ男子」（11月29日 - 12月9日、天王洲 銀河劇場） - ミラーズ

#### 2019年
- 「K -RETURN OF KINGS」（3月1日 - 10日、天王洲 銀河劇場 / 3月15日 - 17日、大阪メルパルクホール） - アンサンブル[10]
- 「家庭教師ヒットマンREBORN!The STAGE5」VS.VARIA Part1（6月14日 - 23日、シアター1010 / 6月27日 - 30日、柏原市民文化会館 リビエールホール） - アンサンブル[11]
- 「血界戦線」（11月2日 - 10日、天王洲 銀河劇場 / 11月14日 - 17日、梅田芸術劇場シアター・ドラマシティ） - アンサンブル[12]

#### 2020年
- 「家庭教師ヒットマンREBORN!！The STAGE」VS.VARIA Part2（1月6日 - 13日、天王洲 銀河劇場 / 1月17日 - 19日、梅田芸術劇場シアター・ドラマシティ） - アンサンブル[11]
- ミュージカル「新テニスの王子様The First Stage 」（12月12日 - 24日、日本青年館ホール / 12月29日 - 2021年1月10日、大阪メルパルクホール / 2021年2月5日 - 14日、日本青年館ホール） - テニミュボーイズ[13]

#### 2021年
- 「あんさんぶるスターズ! エクストラ・ステージ 」〜Meteor Lights〜（4月10日 - 25日、天王洲 銀河劇場）[14]
- 「あんさんぶるスターズ! エクストラ・ステージ」〜Meteor Lights〜（5月13日 - 16日、品川プリンスホテル ステラボール）[14]

#### 2022年
- クリエイティブユニット【ソフトボイルド】『戦国送球〜バトルボールズ〜』（2月23日 - 27日、CBGKシブゲキ!!）[15]
- クリエイティブユニット【ソフトボイルド】『戦国送球〜バトルボールズ〜第二次真田合戦』（4月6日 - 10日、シアター1010）[15]
- 音楽劇「クラウディア」Produced by 地球ゴージャス（7月4日 - 24日、東京建物Brillia HALL / 7月29日 - 31日、森ノ宮ピロティホール）
- 劇団暴創族15周年公演「鴇色珊瑚物語」（9月7日 - 11日、東京芸術劇場シアターウエスト）[16]

#### 2023年
- 「進撃の巨人」-the Musical-（1月7日 - 9日、オリックス劇場 / 1月14日 - 24日、日本青年館ホール） - コニー・スプリンガー役
- 『『あんさんぶるスターズ!』THE STAGE 』-Party Live-（3月25日 - 26日、ぴあアリーナMM）[17]
- 「原色★歌謡曲図鑑」（5月11日 - 14日、CBGK シブゲキ!!）[18]
- 劇団鹿殺し 2023本公演 ザ・ショルダーパッズ『この身ひとつで』（7月13日 - 18日、本多劇場）[19]
- 劇団「ハイキュー!!」旗揚げ公演（8月19日 - 27日、品川プリンスホテル ステラボール）
- 「おそ松さんon STAGE〜SIX MEN’S SHOW TIME〜2nd SEASON」（11月23日 - 27日、シアター1010 / 11月30日 - 12月3日、AiiA 2.5 Theater Kobe） - おそ松 役

#### 2024年
- 「Go back to Goon Docks」（1月11日 - 21日、EX THEATER ROPPONGI）
- 『ヒプノシスマイク -Division Rap Battle-』Rule the Stage -New Encounter-（3月1日 - 17日、品川プリンスホテル ステラボール / 4月4日 - 7日、COOL JAPAN PARK OSAKA WWホール） - 波羅夷空劫 役
- 舞台『カタバミ』主演（6月19日 - 23日、シアターサンモール） - 沖田芳次郎 役[6]
- 新・喜劇「おそ松さん」（8月29日 - 9月2日、サンシャイン劇場） - おそ松 役
- 『ヒプノシスマイク-Division Rap Battle-』 Rule the Stage -Grateful Cypher-（10月4日 - 14日、TOKYO DOME CITY HALL） - 波羅夷空劫 役

#### 2025年
- ライドカメンズ The STAGE（1月11日 - 26日、サンシャイン劇場 / 1月30日 - 2月2日、梅田芸術劇場 シアター・ドラマシティ）[20][21]
- マーダーミステリーシアター「殺意の代償」（3月16日、品川プリンスホテル クラブeX）[22]
- 劇団「ハイキュー!!」“出逢い”（5月17日 - 25日、品川プリンスホテル ステラボール / 5月30日 - 6月1日、COOL JAPAN PARK OSAKA WWホール）[23]
- 舞台『PERSONA3 Lunation the Act』（7月6日 - 13日、シアターGロッソ） - ファルロス 役[24]
- 『ヒプノシスマイク -Division Rap Battle-』 Rule the Stage 《Buster Bros!!! ＆ Bad Ass Temple feat. 糸の会 ＆ WESTEND-MAFIA》（10月18日 - 24日、Kanadevia Hall） - 波羅夷空劫 役[25]
- 舞台『ブルーロック -EPISODE 凪-』（11月20日 - 30日〈予定〉、東京ドームシティ シアターGロッソ） - 清羅刃 役[26]

#### 2026年
- 『ヒプノシスマイク -Division Rap Battle-』Rule the Stage《Division Jam Tour》vol.2（1月〈予定〉） - 波羅夷空却 役[27]
- おそ松さん on STAGE〜SIX MEN'S SHOW TIME〜2nd SEASON 2（夏公演予定） - おそ松 役[28]

### テレビ

#### 2020年
- TOKYO MXほか「戦国炒飯TV」（8月 -）

#### 2023年
- テレビ東京「あにレコTV」（10月16日）

2025年
- テレビ朝日「全力坂」（4月17日）

### イベント

#### 2023年
- 「STAGE FES 2023-2024」（12月31日、立川ステージガーデン）[29]

#### 2024年
- 中西智也1st fan meeting 『tomo』（6月29日、ブルースクエア四谷）
- ネルケプランニング30th ANNIVERSARY『ネルフェス2024』（8月20日、日本武道館）[30]

#### 2025年
- 『ヒプノシスマイク -Division Rap Battle-』Rule the Stage《Hypnosis Delight Fes.》（10月25日・26日〈予定〉、Kanadevia Hall） - 波羅夷空却 役[31]

### 配信
- キャストコーポレーションチャンネル（2020年 - 2025年、ニコニコ生放送）不定期出演[32][33]

### 雑誌

#### 2023年
- 雑誌「Sparkle vol.54」掲載（10月5日発売）

#### 2024年
- 「JUNON10月号」（8月22日）